# Котрубаш, Иляна
Иляна Котрубаш (рум.  Ileana Cotrubaș, 9 июня 1939, Галац) — румынская оперная певица (колоратурное сопрано).

## Биография и творчество
Родилась в музыкальной семье. С 1948 пела в детском хоре Государственной оперы в Бухаресте. Закончила столичную музыкальную школу и Бухарестскую консерваторию. Дебютировала в 1964 в опере Дебюсси «Пеллеас и Мелизанда». В 1966 заключила контракт с Государственной оперой, среди её ролей — Оскар в «Бале-маскараде» Верди, Блондхен в «Похищении из сераля» Моцарта, Джильда в «Риголетто».
С 1970 выступала на международной сцене: Татьяна в «Евгении Онегине» в «Ковент-Гардене» (1970-1971), партии в операх Моцарта и Рихарда Штрауса в Венской опере. Также выступала в театре «Ла Скала», в Метрополитен-опера, Баварской опере, на Зальцбургском фестивале и др. В 1989 выступала на фестивале Флорентийский музыкальный май в роли Мелисанды. Исполняла песни Форе, Дебюсси, Равеля, Пуленка, пела в ораториях и кантатах, в том числе — Баха и Гайдна. Закончила сценическую карьеру 26 ноября 1990, спев в Венской опере партию Мими в «Богеме» Пуччини. В дальнейшем занималась преподаванием, среди посещавших её мастер-классы — Анджела Георгиу, Ольга Перетятько и др.
С 1972 года состоит в браке с немецким дирижёром Манфредом Рамином. Детей нет.